# Melody (nome)
Melody  è un nome proprio di persona inglese femminile.

## Varianti
- Ipocoristici: Mel[3]

### Varianti in altre lingue
- Francese: Mélodie[1], Mélody[1]

## Origine e diffusione
Nome in uso dal XVIII secolo, si basa sul termine inglese melody, che vuol dire "melodia", ed è quindi affine per significato ai nomi Daina e Mahala. Dal punto di vista etimologico, il termine melody risale, tramite il francese antico melodie e il latino melodia, al greco antico μελῳδίᾱ (melōidíā, "canto", "musica"), composto dalle radici μέλος (mélos, "canzone") e ἀοιδή (aoidḗ, "cantare").

## Onomastico
Il nome non è portato da alcuna santa, quindi è adespota; l'onomastico si può festeggiare il 1º novembre, giorno di Ognissanti.

## Persone
- Melody, cantante brasiliana

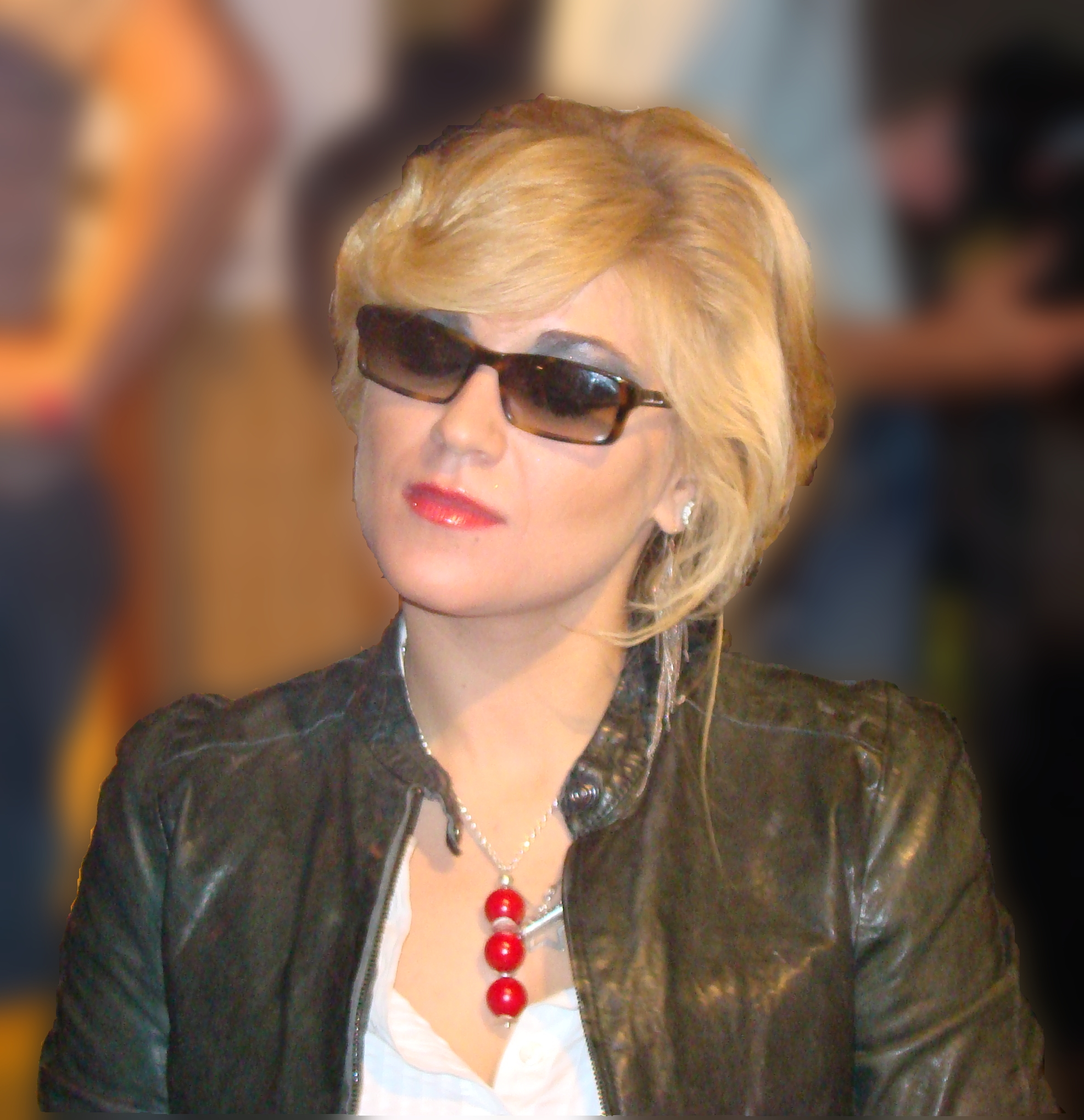
Melody Gardot

- Melody, cantante e fashion designer giapponese
- Melody, cantante e chitarrista spagnola
- Melody Gardot, cantante statunitense
- Melody Howard, cestista statunitense
- Melody Thornton, cantante, attrice e ballerina statunitense

### Varianti
- Mélodie Daoust, hockeista su ghiaccio canadese
- Melodie Robinson, giornalista ed ex rugbista a 15 neozelandese
- Mélody Vilbert, modella francese

## Il nome nelle arti
- Melody è un personaggio del film del 2000 La sirenetta II - Ritorno agli abissi, diretto da Jim Kammerud e Brian Smith.
- Melody Fujiwara è un personaggio della serie anime Magica DoReMi.